# Dave Cobb
Dave Cobb (Savannah, 9 luglio 1974) è un produttore discografico statunitense.

## Biografia
Originario della Georgia, è attivo dal 2005, anno in cui ha collaborato per la prima volta con Shooter Jennings per l'album Put the "O" Back in Country.
Ha collaborato tra gli altri con Barry Gibb, Sturgill Simpson, Chris Stapleton, Jamey Johnson, Shooter Jennings, Colter Wall, Zac Brown Band, Lori McKenna, Brandi Carlile, Anderson East e Jason Isbell.
Ai Grammy Awards 2015 ottiene la candidatura nella categoria "Produttore dell'anno" e vince nelle categorie "Miglior album country" per il disco Traveller di Chris Stapleton e "Miglior album di musica americana" per Something More Than Free di Jason Isbell. Quest'ultimo si aggiudica il premio come "album dell'anno" 2016 per la Americana Music Association, che attribuisce a Cobb il premio per il produttore dell'anno 2016.
Nel 2017 vince il Country Music Award come "produttore dell'anno".
Nel 2018 vince altri due Grammy nelle categorie "Miglior album di musica americana" (per The Nashville Sound di Jason Isbell & the 400 Unit's) e "Miglior album country" (per From A Room: Volume 1 di Chris Stapleton).